# Tu manera
«Tu manera» es una canción grabada por la cantante rumana Inna, lanzada digitalmente el 1 de marzo de 2019 por Roc Nation como el cuarto sencillo de su sexto álbum de estudio, Yo (2019). Fue escrito por Inna y Cristina Maria Chiluiza, mientras que la producción estuvo a cargo de David Ciente. Siendo una canción pop con influencia caribeña, «Tu manera» líricamente tiene a Inna perdidamente enamorada de un chico.
Un crítico describió la pista como una mezcla entre «Hollaback Girl» de Gwen Stefani, «Machete» de Novalima (2003) y los trabajos de Bomba Estéreo. Un video musical de acompañamiento para la canción fue subido al canal oficial de Inna en YouTube el 7 de marzo de 2019. Dirigido por Bogdan Păun, el videoclip presenta a la cantante realizando varias actividades frente a una casa en un paisaje polvoriento. Comercialmente, «Tu manera» alcanzó el puesto número 78 en la lista Airplay 100 de Rumania. El sencillo estuvo presente en la banda sonora de la serie de televisión estadounidense Grand Hotel. También formó parte del videojuego Need for Speed Heat, y apareció en un comercial de Apple Watch.

## Composición y lanzamiento
«Tu manera» fue escrita por Inna junto con Cristina Maria Chiluiza, mientras que la producción estuvo a cargo de David Ciente. Este último también lo diseñó, y Sergiu Mustață fue contratado para su proceso de mezcla y masterización. «Tu manera» fue lanzado mundialmente en formato digital como el cuarto sencillo del sexto álbum de estudio de Inna, Yo, el 1 de marzo de 2019 por Roc Nation. Global Records lo presentó en Rumania una semana después en la misma plataforma.
Musicalmente, es una canción pop con influencia latina y caribeña que incorpora letras «muy pegajosas, divertidas y alegres» sobre «cómo enamorarse de alguien». Elias Leight de Rolling Stone describió a «Tu manera» como una mezcla «alegre» de «Hollaback Girl» de la cantante estadounidense Gwen Stefani (2005), «Machete» (2003) de la banda peruana Novalima y material de la banda colombiana Bomba Estéreo. En una entrevista, Inna describió la canción como «una de las más comerciales» de Yo, así como «super repetitiva [y] uptempo». También dijo sobre su creación: «Comenzó con una [línea] de bajo de la que nos enamoramos. Queríamos hacer algo super simple, no tantas melodías. Solo el bajo por sí solo suena como un éxito».

## Video musical
El 7 de marzo de 2019 fue subido el video oficial de «Tu manera» al canal oficial de Inna en YouTube. Fue dirigido por Bogdan Păun de NGM Creative, mientras que Alexandru Mureșan fue contratado para su proceso de filmación. En una entrevista, Inna reflexionó sobre el videoclip diciendo: «Me divertí mucho con el video [...] En realidad, no sentí que estaba en el. Hice todo lo que pasó por mi cabeza, sin límites, como cuando era pequeña». El video empieza con una escena de movimiento hacia atrás de la cantante caminando con una bicicleta mientras la gente pone el conjunto o desmonta el conjunto en el fondo. A lo largo del resto del video, Inna procede a actuar frente a una casa en un paisaje polvoriento, bailando en la calle, andando en bicicleta y sentada en un sofá rojo en una camioneta, entre otras actividades. Su estilo, como lo describe Jonathan Currinn de CelebMix, es «relajado y simple», con ella vestida con una camiseta amarilla donde se lee la palabra «Love»—en español: Amor—, pantalones cortos rojos Uhlsport y zapatillas Balenciaga. Según Currinn, el video musical refleja la energía y personalidad «brillante y divertida» de Inna que se veía previamente en trabajos como «Un momento» (2011), «Wow» (2012) y «Good Time» (2014). Libertatea hizo eco de los pensamientos de Currinn. Shock notó el contraste entre el paisaje polvoriento y la apariencia de Inna que tenía «un toque de sensualidad, fantasía y encanto». Además del video musical, también se lanzó en línea un video vertical el 16 de abril de 2019. Filmado en Miami, muestra a Inna «haciendo alarde de su figura con un traje amarillo de manga larga, combinado con gafas de sol mientras su cabello gira lejos de su cara».

## Formatos
- Descarga digital[5]

| Tu manera — Single |             |          |  |
| N.º                | Título      | Duración |  |
| 1.                 | «Tu manera» | 2:45     |  |

## Posicionamiento en listas
| Rumania | Airplay 100 | 78 |

## Historial de lanzamiento
| Región  | Fecha              | Formato(s)       | Discográfica |
| ------- | ------------------ | ---------------- | ------------ |
| Mundo   | 1 de marzo de 2019 | Descarga digital | Roc Nation   |
| Rumania | 8 de marzo de 2019 | Descarga digital | Global       |